# Kallukuttiganahal, Siruguppa
Kallukuttiganahal là một làng thuộc tehsil Siruguppa, huyện Bellary, bang Karnataka, Ấn Độ.